# Judex
Judex er en fransk stumfilm fra 1916 af Louis Feuillade.

## Medvirkende
- René Cresté som Jacques de Tremeuse / Judex.
- Musidora som Diana Monti / Marie Verdier.
- René Poyen.
- Édouard Mathé som Roger de Tremeuse.
- Gaston Michel som Pierre Kerjean.